# Kołowy Kopiniak
Kołowy Kopiniak (słow. Veľký hrb, Hrb, niem. Pflockseekuppe, węg. Karótavi púp) – kopulasty szczyt o wysokości ok. 2210 m, znajdujący się w górnej części Kołowej Grani w słowackich Tatrach Wysokich. Od Modrej Turni położonej na południowym wschodzie w grani głównej oddziela go Kołowa Brama, natomiast od Wielkiej Kołowej Turni – najbliższej z trzech Kołowych Turni – na północy oddzielony jest Zadnią Kołową Ławką. Jest to najwyższe wzniesienie Kołowej Grani.
Grań, w której położony jest Kołowy Kopiniak, oddziela od siebie dwie odnogi Doliny Kołowej: Bździochową Kotlinę po stronie zachodniej i Bździochowe Korycisko po stronie wschodniej. Wschodnie stoki Kołowego Kopiniaka, opadające do Bździochowego Koryciska, są dość łagodne. Po stronie Bździochowej Kotliny znajduje się północno-zachodnia ściana Kołowego Kopiniaka, ograniczona żlebami spod Kołowej Szczerbiny i Zadniej Kołowej Ławki. W lewej części tej ściany można wyróżnić żebro. Wierzchołek szczytu jest płaski.
Na wierzchołek Kołowego Kopiniaka, podobnie jak na inne obiekty w Kołowej Grani, nie prowadzą żadne znakowane szlaki turystyczne. Najdogodniejsze drogi dla taterników wiodą na szczyt granią z sąsiednich przełęczy oraz od wschodu z Bździochowego Koryciska. Wejście ścianą północno-zachodnią jest częściowo trudne (III w. skali UIAA).
Pierwsze wejścia turystyczne:
- letnie – Roman Kordys i Jerzy Maślanka, 13 sierpnia 1911 r.,
- zimowe – P. Horváth i Rudolf Mock, 29 kwietnia 1964 r.[1]